# Guy Brown
Guy Brown é um ex-jogador profissional de futebol americano estadunidense.

## Carreira
Guy Brown foi campeão da temporada de 1977 da National Football League jogando pelo Dallas Cowboys.